# Облик растения

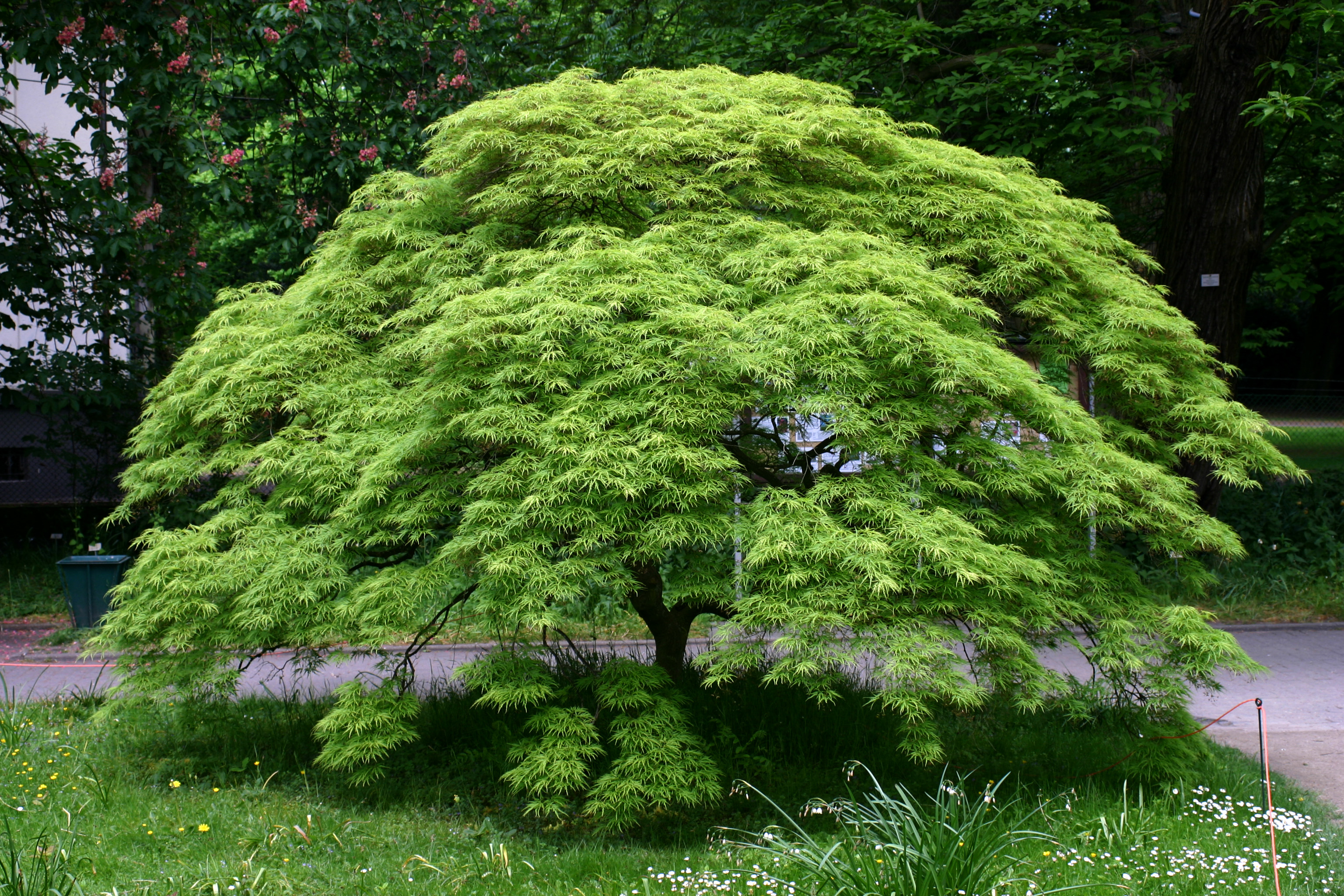
Культивар Клён дланевидный|клёна дланевидного (Acer palmatum), имеющий куполообразный вид

О́блик, или вне́шний вид, или га́битус растения (лат. hábitus — внешность, наружность, вид, облик, образ) определяется происхождением его ветвей, их числом, продолжительностью жизни и формой всей системы ветвей.
Все растения по своему габитусу разделяются на деревья, кустарники, полукустарники и травы.
— деревья — многолетние растения, имеющие ствол и крону;
— кустарники отличаются от деревьев наличием мощных боковых побегов у поверхности почвы, невысоким ростом и меньшей долговечностью;
— полукустарники — многолетние растения, характеризующиеся ежегодным отмиранием верхней части побега и возобновлением роста из почек нижней части побега;
— травы имеют мягкий надземный стебель (однолетние травы отмирают после цветения и плодоношения и размножаются ежегодным посевом семян; многолетние травы зимуют и продолжают развитие в следующем сезоне).
На формирование габитуса решающее влияние оказывают внешние условия, то есть этот процесс можно регулировать агротехническими факторами. Знание габитуса растения позволяет грамотно вписать его в композицию.
Габитус деревьев и кустарников можно изменить топиарной стрижкой, формовкой, обрезкой ветвей, их перенаправлением.
Так, облик однолетних трав обусловливается сочными наземными побегами, отмирающими после однократного плодоношения.
Многолетние травы, кроме наземных частей с однократным плодоношением, имеют многолетние подземные части, дающие новые наземные побеги на место отмирающих.
Облик деревьев и кустарников зависит от древеснеющих многолетних наземных побегов с многократным плодоношением; при отмирании нижних ветвей и преобладающем развитии ствола получается форма дерева, при равномерном развитии всех ветвей, начиная с самых нижних — форма кустарника.